# Bartolomé de la Plaza
Bartolomé de la Plaza (* 1529 in Medinaceli; † 10. Oktober 1600 in Valladolid) war ein spanischer römisch-katholischer Geistlicher, Bischof von Tui und erster Bischof von Valladolid.

## Leben
Er studierte an den Universitäten von Sigüenza und Granada. Aufgrund seines Rufs ernannte ihn Philipp II. 1589 zum Bischof von Tui. Am 17. Oktober desselben Jahres trat er durch einen Kanoniker als Stellvertreter sein Amt an. Während seiner Amtszeit hielt er eine Diözesansynode ab. Von dort wurde er 1597 nach Valladolid transferiert, das kurz zuvor von Papst Clemens VIII. zum Bischofssitz erhoben worden war. Er war der erste Bischof dieses Bistums, das er am 29. Juni 1597 in Besitz nahm und dem er bis zu seinem Tod vorstand. Während seiner Amtszeit organisierte er die neue Diözese, gründete ein Seminar und widmete sich der Wohltätigkeit für Bedürftige, insbesondere während einer Pestepidemie, die 1599 die Stadt Valladolid heimsuchte.
Er starb am 10. Oktober 1600 an seinem Bischofssitz und wurde in der alten Kathedrale von Valladolid neben dem Grab des Grafen Pedro Ansúrez beigesetzt.